# Gare d'Austerlitz (metropolitana di Parigi)
Gare d'Austerlitz è una stazione delle linee 5 e 10 della metropolitana di Parigi.

## La stazione
Essa prende il nome dalla stazione ferroviaria d'Austerlitz:
- linea 5: la linea ha un percorso aereo che attraversa la vetrata della gare d'Austerlitz, all'interno della quale si trova la sua stazione;
Quest'opera d'arte alta 50 metri consente alla linea di attraversare la Senna attraverso il viadotto d'Austerlitz.
- linea 10: Gare d'Austerlitz è la stazione capolinea.

Il suo nome iniziale fu Gare d'Orléans. Venne cambiato il 15 ottobre 1930 in Gare d'Orléans-Austerlitz, ancora visibile sui marciapiedi della linea linea 10. Il nome attuale data dal 25 aprile 1985.
Questo cambio di nome è stato dovuto alla toponomastica della stazione che serve la linea. In effetti, la Gare d'Austerlitz era stata il capolinea della linea ferroviaria Paris-Orléans (PO), ma poiché il quartiere si chiama Austerlitz (in onore della vittoria napoleonica), la stazione ha preso anch'essa il nome di Austerlitz.

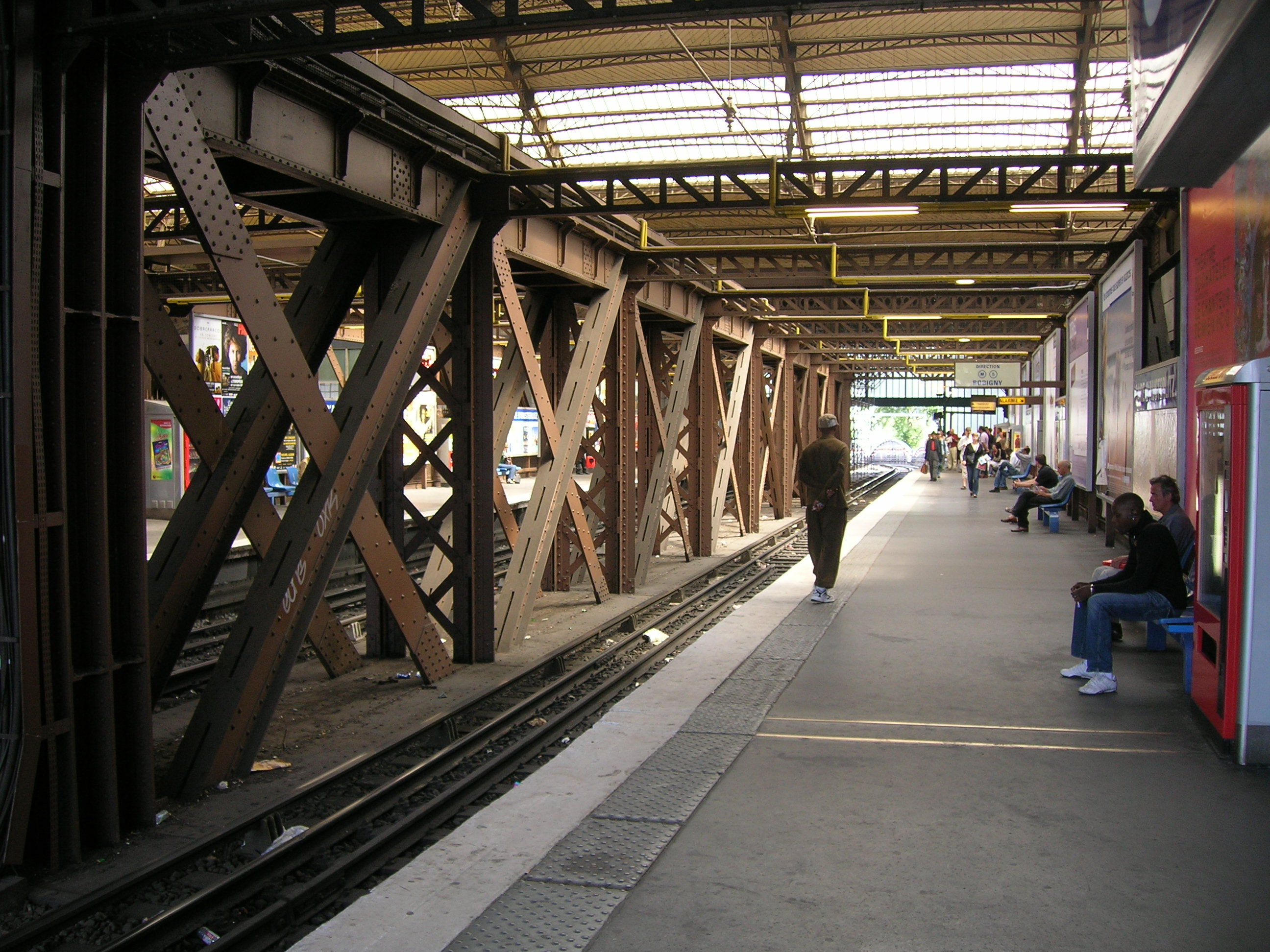
Banchina della linea 5
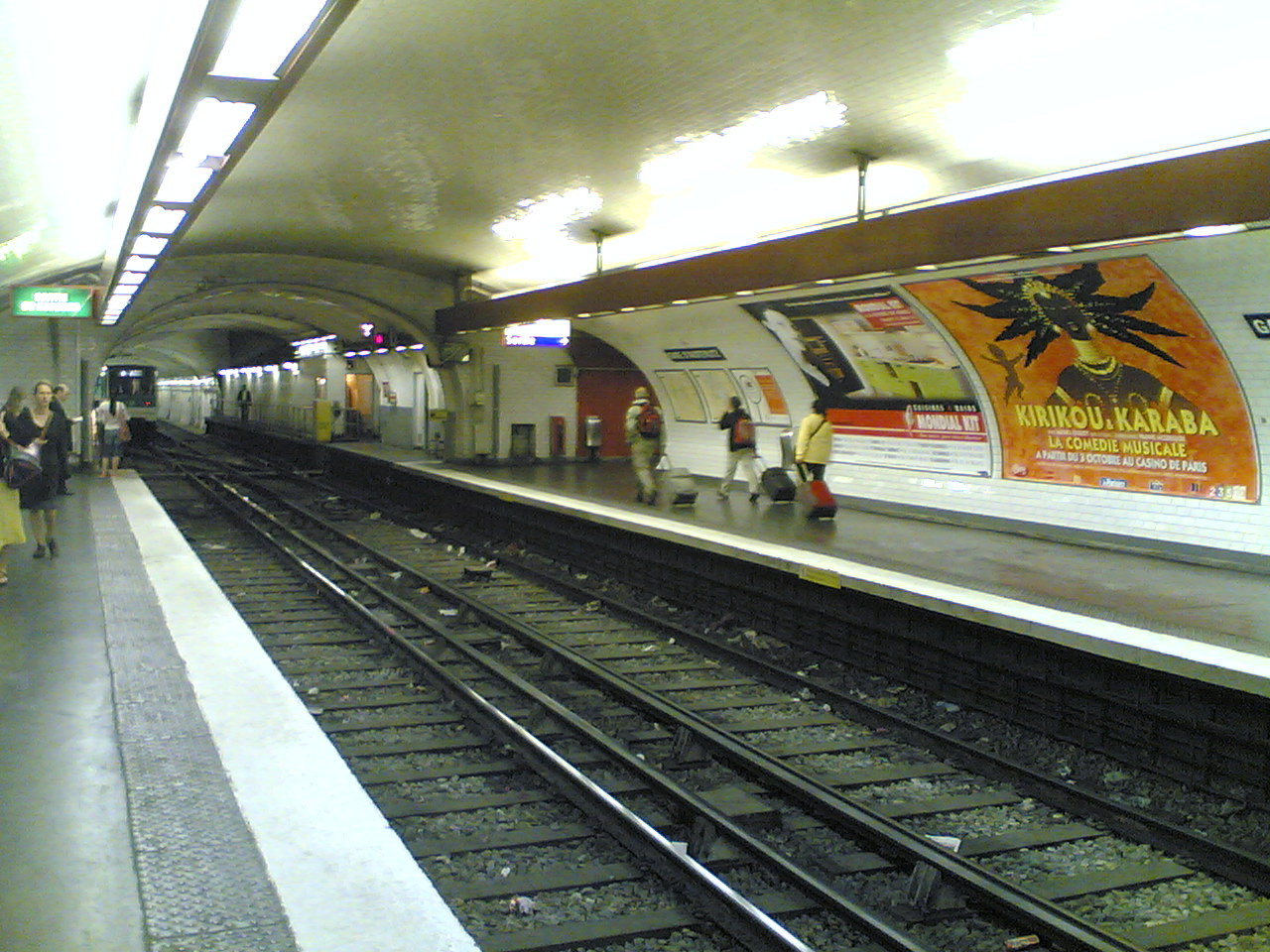
Banchina della linea 10

### Accessi
- arrivi e partenze grandi linee: scala mobile e scala per la stazione RER C
- boulevard de l'Hôpital, lato rue Buffon: scala al 2, boulevard de l'Hôpital
- boulevard de l'Hôpital, lato rue Nicolas Houël: scala al 6, boulevard de l'Hôpital
- boulevard de l'Hôpital, lato dispari SNCF Gare d'Austerlitz: scala boulevard de l'Hôpital davanti all'ingresso della stazione
- atrio partenze grandi linee: scala
- SNCF partenza grandi linee Quai d'Austerlitz: scala
- SNCF arrivi grandi linee: scala mobile e scala dalla stazione per la stazione RER C

## Interscambi
- Bus RATP - 24, 57, 61, 63, 89, 91
- Noctilien - N01, N02, N31, N131, N133